# Susan a faccia in giù nella neve
Susan a faccia in giù nella neve (titolo originale: Judas Child) è un thriller della scrittrice statunitense Carol O'Connell pubblicato nel 1999 dalla Edizioni Piemme. Il libro ha avuto una diffusione mondiale, venendo pubblicato nel Regno Unito (Century), negli Stati Uniti d'America (Putnam), in Germania (Knaus/Goldmann), nei Paesi Bassi (Meulenhoff), in Grecia (Agyra), in Giappone (Tokio Songensha), in Cina (Beijing Publishing House), in Norvegia (Egmeont Hjemmets) e in Svezia (Minotaur).

## Trama
A Makers Village, cittadina nello stato di New York, due bambine di dieci anni, Sadie Green e Gwen Hubble, sono misteriosamente scomparse; la bicicletta della prima viene ritrovata alla fermata dell'autobus, facendo pensare ad una fuga volontaria, ma Rouge Kendall, il giovane poliziotto incaricato dell'indagine, ha un presentimento peggiore. Quindici anni prima, alla vigilia di Natale, la sorella gemella di Rouge, Susan, era stata rapita e uccisa, per essere poi ritrovata il 25 dicembre; per questo omicidio è stato condannato Paul Marie, un prete locale maestro del coro, che però continua a dichiararsi innocente. Nel corso delle indagini, condotte da polizia locale e federale, verrà richiesta la collaborazione della psicologa forense Ali Cray. 
Altri personaggi nel romanzo sono Mortimer Cray, psichiatra e zio della psicologa forense; Marsha Hubble, vicegovernatore e madre di Gwen; Arnie Pyle, agente federale che è stato legato sentimentalmente per anni ad Ali Cray; Oz Almo, agente di polizia in pensione che ha collaborato con la famiglia Kendall per la liberazione, mai avvenuta, di Susan; William e Myles Penny, medici (il primo cardiologo titolare ed il secondo suo sostituto durante le ferie) amici di Mortimer Cray e ospiti ogni settimana a cena da lui.